# Rafael Amador Flores
Rafael Amador Flores (* 15. Februar 1959 im Bundesstaat Tlaxcala; † 31. Juli 2018 im Bundesstaat Puebla) war ein mexikanischer Fußballspieler und -trainer.

## Biografie

### Spieler
Amador war ein bisweilen überaus harter Verteidiger, der in den neun Spielzeiten zwischen 1979/80 und 1987/88 insgesamt elfmal des Feldes verwiesen wurde. Im selben Zeitraum erzielte er zwei Tore: Sein erstes Tor, sein einziges in einem Punktspiel, gelang ihm in der Saison 1983/84 beim 4:1-Sieg der Pumas gegen Deportivo Toluca. In der darauffolgenden Saison traf er im Halbfinalhinspiel der Liguilla beim Club León (3:3).

### Vereine
Rafael Amador spielte von 1979 bis 1987 für die UNAM Pumas, mit denen er in der Saison 1980/81 die mexikanische Fußballmeisterschaft sowie zweimal (1980 und 1982) den CONCACAF Champions Cup und 1981 die Copa Interamericana gewann. Zum Abschluss seiner aktiven Profikarriere stand er 1987/88 beim Puebla FC unter Vertrag.

### Nationalmannschaft
Von 1983 bis 1986 kam Amador Flores insgesamt 30 Mal für die mexikanische Fußballnationalmannschaft zum Einsatz. Höhepunkt seiner Nationalmannschaftskarriere war die Teilnahme an der im eigenen Land ausgetragenen Fußball-Weltmeisterschaft 1986, bei der er im letzten Vorrundenspiel gegen den Irak (1:0), im Achtelfinale gegen Bulgarien (2:0) und im Viertelfinale gegen Deutschland (0:0 n. V., 1:4 im Elfmeterschießen) zum Einsatz kam. Beachtenswert ist, dass „el Tri“, wie die Nationalmannschaft in Mexiko genannt wird, in den WM-Spielen, an denen er teilnahm, keinen einzigen Gegentreffer hinnehmen musste. Das Spiel gegen die deutsche Mannschaft war zugleich sein Abschiedsspiel für „el Tri“.

### Trainer
In den Jahren 1999 und 2000 trainierte er ein Jahr lang die Profimannschaft der UNAM Pumas.

## Tod
Rafael Amador erlag am 31. Juli 2018 einer Krebserkrankung.